# Национальная научная сельскохозяйственная библиотека НААН Украины
Национа́льная нау́чная сельскохозя́йственная библиоте́ка Национа́льной акаде́мии агра́рных нау́к Украи́ны (ННСГБ НААН) — научно-методический центр для 273 библиотечных учреждений сельскохозяйственного профиля Украины. Это библиотеки 73-х научно-исследовательских институтов, 65-ти научно—исследовательских станций, 135 вузов I—IV уровней аккредитации, 115 средних специальных учебных заведений. Итого, своими почти 20 млн фондами, они обслуживают более 500 тыс. читателей.
В библиотеке работает 89 работников, среди которых: 11 докторов, 16 кандидатов наук и 33 научных сотрудника.

## Фонды
Коллекция ННСГБ НААН — национальное достояние украинского народа. В стенах библиотеки находится уникальная по своей полноте и универсальная по содержанию коллекция отечественных и иностранных изданий с XIX по XXI вв. на 25 языках мира, объём которой сегодня превышает 1 млн единиц сохранения.
Среди них книги, журналы, газеты, а также издания на DVD-ROM, CD-ROM, которыми ежегодно пользуется более 20 тысяч читателей. Библиотека постоянно осуществляет документооборот со многими зарубежными специализированными книгосборными и органами информации, в частности, с библиотеками стран СНГ, Национальной аграрной библиотекой США, библиотекой университета штата Айова и др. Ежегодно в фонд библиотеки поступает около 10-13 тыс. экземпляров новой литературы.
Особой гордостью библиотеки являются имеющиеся в её фондах редкие издания, составляющие национальное достояние. Это труды выдающихся русских и украинских учёных В. Докучаева, М. Вавилова, А. Чаянова, П. Костичева, В. Вильямса, М. Кулешова, М. Иванова, В. Ремесла и многих других.
Значительную ценность для науки имеют издания середины XIX века по сельскохозяйственной тематике, труды агрономических обществ, исследовательских учреждений, отчёты земских управ России и Украины, ежегодники департамента сельского хозяйства США, доклады Французской академии сельскохозяйственных наук, энциклопедии садоводства (США), производства сахарной свёклы (Германия) и другие.

## История
В 1998 году ЦНСГБ УААН получает статус научно-исследовательского учреждения. Решением Общего собрания УААН с марта 2001 года она приобретает статус научно-исследовательского института первой категории и входит в отделение региональных центров АПВ УААН.
С января 2011 года государственная научная сельскохозяйственная Библиотека украинской академии аграрных наук Украины (ДНСГБ УААН) переименована в государственную научную сельскохозяйственную библиотеку Национальной академии аграрных наук Украины (ДНСГБ НААН).
!4 декабря 2012 года Указом Президента под № 700/2012 государственной научной сельскохозяйственной библиотеке Национальной академии аграрных наук предоставлен статус национальной.
В 2017 году на государственном уровне в Украине отмечался юбилей — 100 лет со времени образования Национальной научной сельскохозяйственной библиотеки Национальной академии аграрных наук Украины в 1917 году.

## Деятельность
Для работников библиотек сети ННСГБ НААН проводит семинары, конференции, стажировки, разрабатывает инструктивно-регламентирующую документацию, методические материалы, оказывает практическую и консультационную помощь.
ННСГБ НААН в рамках разработки научно-исследовательской проблемы «История аграрной науки Украины и аграрной биографистики» начала научные аграрные историко-библиографические чтения. Первое из них состоялось 29 мая 2001 года и было посвящено выдающемуся украинскому учёному и организатору сельскохозяйственной и биологической науки и образования, профессору А. А. Янате, а в 2005 г. — учёному в области земледельческой механики К. Г. Шиндлеру.
Как научно-информационный центр, библиотека ежегодно издаёт по 4 выпуска реферативного журнала «Агропромышленный комплекс Украины» и «Бюллетеня ННСГБ НААН». В 2006 году было основано электронное профессиональное издание «История науки и биографистика». Всего за годы её существования издано более 100 научных изданий (монографий, сборников, библиографических указателей) и около 600 научно-методических материалов, статей и других научных публикаций.
Постановлением Президиума УААН от 26 апреля 2001 года «О выполнении указа Президента „О неотложных мерах по развитию библиотек Украины“» определены два приоритетных направления дальнейшего развития ННСГБ НААН:
- создание на её базе сначала электронного сводного каталога сельскохозяйственных библиотек Украины, а далее и национальной сельскохозяйственной виртуальной (цифровой) библиотеки для обеспечения учёных, специалистов, правительственных и бизнес-структур, новых землепользователей и землевладельцев, а также других внутренних и внешних пользователей, причастных к сельскому хозяйству, необходимой исчерпывающей информацией, представленной в нужной форме и в указанное время. Для выполнения этих планов все новые поступления в ННСГБ НААН с конца 2000 года каталогизируются с помощью библиотечной системы ИРБИС;
- организация Центра истории аграрной науки с целью проведения ряда комплексных отраслевых исследований, в частности, по проблеме «начало, становление и развитие сельскохозяйственного опытного дела в Украине». Исходя из этого библиотека усовершенствовала собственную структуру и все больше превращается в отраслевой научно-информационный центр. Согласно решению Президиума НААН и Министерства науки и образования Украины, здесь открыта аспирантура, а в 2005 году докторантура в которых уже подготовлено 29 диссертации на соискание учёной степени кандидата исторических наук по специальности 07.00.07.— История науки и техники. 34 аспиранта и соискатели учёной степени готовят кандидатские диссертации, осуществляется два докторских исследования.

С 2003 года при ННСГБ НААН организованы постоянно действующие курсы для подготовки и переподготовки учёных и высококвалифицированных библиотечных работников аграрной отрасли.
С целью предоставления современного информационного сервиса своим пользователям, в ННСГБ НААН создаются и совершенствуются: «Национальная база данных по истории научных учреждений, организаций Национальной академии аграрных наук»;
база данных «электронный каталог Национальной научной сельскохозяйственной библиотеки НААН».
Книгосбор активно сотрудничает с библиотечными учреждениями, информационными центрами и другими организациями ряда зарубежных стран, поддерживает творческие связи, в частности, с библиотеками стран СНГ, Национальной аграрной библиотекой США, библиотекой университета штата Айова и др.
ННСГБ НААН постоянно участвует в организации и проведении международных и всеукраинских научных конференций совместно с Национальной библиотекой Украины им. В. И. Вернадского НАН Украины, Национальной парламентской библиотекой Украины, Национальным университетом культуры и искусства, Национальным аграрным университетом (г. Киев), ННЦ «Институт аграрной экономики» НААН, Украинским институтом научно-технической и экономической информации и библиотеками сети.
Основная цель ННСГБ НААН — обеспечить каждому жителю Украины возможность свободного доступа к национальным и мировым информационным ресурсам по сельскому и лесному хозяйству.
ННСГБ НААН и сельскохозяйственные библиотеки Украины — активные помощники государства в становлении сети совещательных служб (Минагрополитики Украины) и региональных центров научного обеспечения АПВ (НААН).
Среди основных направлений современной деятельности ННСГБ НААН:
- формирование, хранение фондов и обслуживание пользователей и абонентов межбиблиотечного абонемента путём предоставления документов на традиционных и электронных носителях из основного и депозитарного книгохранилищ;
- справочно-библиографическое обслуживание читателей в режиме «запрос-ответ», консультационные услуги в идентификации необходимой информации;
- информационно-библиографическое обеспечение программ реформирования АПК Украины, научных проектов и отдельных фундаментальных и прикладных исследований научно-исследовательских учреждений НААН;
- популяризация результатов деятельности научных и образовательных учреждений, научных школ, собраний, обществ, а также подготовка научных кадров через докторантуру и аспирантуру по специальности «История науки и техники» и «История сельскохозяйственных наук»;
- разработка актуальных тем по библиотечному делу, книговедению, библиографоведению и истории аграрной науки;
- внедрение информационных технологий, создание автоматизированной информационной системы сети сельскохозяйственных библиотек отрасли;
- создание сельскохозяйственной виртуальной библиотеки для предоставления учёным, специалистам, правительственным и бизнес-структурам, а также другим внутренним и внешним пользователям, вовлечённым в сельское хозяйство, необходимой исчерпывающей информации, представленной в правильной форме и указанное время.

## Сотрудники
Славу учреждению принесли многолетний директор ЦНСГБ; — заслуженный работник культуры УССР Р. Й. Целинский, заслуженный работник культуры УССР В. К. Свитайло, а также Н. Н. Серикова, Н. Ф. Басун, В. В. Устиновский, доктор педагогических наук В. В. Дерлеменко, кандидат экономических наук С. П. Крипаль; кандидат технических наук А. С. Мудрук, заслуженный работник культуры Украины Т. Ф. Дерлеменко, Л. А. Зинченко, Н. Ф. Гриценко, кандидаты исторических наук С. Д. Коваленко, А. П. Аникина, Л. Ф. Коваленко, А. П. Аникина, Л. Ф. Забудска, Г. С. Щёголь и другие.
В выполнении научно-исследовательских работ ННСГБ НААН по воссозданию беспристрастной и объективной истории украинской аграрной науки, образования и техники весомый вклад принадлежит известным на Украине учёным — сотрудникам учреждения:
- заслуженному деятелю науки и техники Украины, академику НААН и иностранному члену РАСГН В. В. Юрчишину;
- заслуженному работнику с.-х. Украины, члену-корреспонденту НААН С. М. Рыжуку;
- доктору исторических наук, профессору, заслуженному деятелю науки и техники Украины П. П. Панченко;
- докторам исторических наук, профессорам:
  - В. П. Хижняку,
  - В. А. Зленко[укр.],
  - А. П. Коцуру[укр.],
  - В. И. Кучеру,
  - М. А. Журбе,
  - В. С. Савчуку,
  - В. П. Михайлюку;
- доктору сельскохозяйственных и экономических наук, профессору, иностранному члену КазААН В. И. Власову[укр.];
- доктору биологических наук, профессору А. Я. Пилипчуку[укр.];
- доктору сельскохозяйственных наук, профессору, иностранному члену РАСГН В. И. Глазку;
- доктору сельскохозяйственных наук, профессору И. Т. Слесарю;
- доктору физико-математических наук, профессору, лауреату Государственной премии Украины в области науки и техники М. М. Новикову;
- доктору сельскохозяйственных наук, профессору, лауреату Государственной премии Украины в области науки и техники В. В. Шелепову
- и др.

## Ссылка
- http://www.dnsgb.com.ua / официальный сайт